# Emmett Kelly
Emmett Leo Kelly est un artiste de cirque américain, qui a créé le personnage de clown Weary Willie (ou Willie le vagabond), basé sur les hobos de la Grande Dépression des années 1930. Selon Charles W. Carey, Jr, « la création de Weary Willie par Kelly a révolutionné le métier de clown et a fait de lui le clown le plus connu du pays. Les bouffonneries tristes et traînantes de son hobo mal soigné et abattu offraient un contraste total avec les cavales folles des clowns conventionnels aux couleurs vives et au visage blanc, et ont servi de modèle alternatif pour les clowns professionnels depuis lors. »

## Biographie
Son père était un cheminot au Missouri Pacific Railroad. Sa mère l'a inscrit dans une école de dessin par correspondance. Par la suite, il commença à animer et à donner des "conférences à la craie" (chalk talks) dans les écoles locales.
Il déménagea à Kansas City en 1917, dans l'espoir de trouver un emploi de dessinateur de presse, mais il fut refusé par le Kansas City Star. Ne pouvant être caricaturiste, il exerça d'autres emplois et commença à travailler pour des carnavals et des cirques en tant qu'ouvrier, puis suivit une formation de trapéziste.
Il rencontra sa première femme, Eva, alors qu'il travaillait au John Robinson Circus (en). Ils se marièrent en 1923 et avaient un numéro de trapèze ensemble, dans un duo appelé les Kelly aériens.
Pendant ces années, il travailla également sur le personnage de Willie, qu'il avait d'abord créé en tant que personnage de dessin animé, et il finit par se produire en tant que clown. Le personnage séduisit le public, car, pendant la Grande Dépression, ils pouvaient s'identifier à un personnage qui n'avait pas beaucoup de succès et qui était triste de ses divers échecs. En outre, Kelly et Eva ayant divorcé en 1935, et il intégra aussi la tristesse résultant à son numéro de clown : « J'étais déterminé à faire quelque chose de moi-même avec ce personnage... Là où les autres clowns étaient blancs et soignés, j'étais mal rasé et en haillons. Ils étaient actifs ; je donnais l'impression de ne presque rien faire, et ce que j'accomplissais était adapté à un rythme si détendu qu'il ferait passer un escargot pour un propulseur à réaction »
Emmett Kelly fit partie de plusieurs cirques, notamment celui de Ringling Bros. and Barnum & Bailey Circus, qu'il a rejoint en 1942 et où il resta jusqu'en 1956. Il travailla aussi pour le cirque britannique Bertram Mills.
Lors d'une tournée avec le cirque en 1944, un incendie dévastateur se produisit pendant un spectacle à Hartford, dans le Connecticut. Kelly se précipita pour aider mais réalisa rapidement que le seau qu'il avait était inutile : il commença à aider les enfants à sortir de la tente du cirque Big Top. Plus de 700 personnes furent blessées et environ 170 personnes furent tuées. Bien qu'il en ait rarement parlé, cette tragédie marqua Kelly pour le reste de sa vie et a très certainement influencé son personnage de Weary Willie.
Parmi ses entrées célèbres, on peut signaler celle de l’enfant lui offrant une cacahuète, qu’il brise à l’aide d’un gigantesque marteau, ce qui le plonge dans un abîme de désolation et d’affliction. On peut aussi évoquer celle où balayeur de piste il essaye de faire disparaître le dernier rond de lumière apparaissant encore sur la piste. Entrée qui sera reprise par d’autres grands de la piste comme Oleg Popov, Dimitri .
Emmett Kelly apparaît dans le film Sous le plus grand chapiteau du monde, lauréat de l'Oscar du meilleur film en 1952. En 1956, il joua un rôle dramatique dans une adaptation télévisée de l'histoire de Wilhelm Voigt, le "capitaine de Köpenick", qui s'était fait passer pour un officier prussien en 1906. Elle fut diffusée dans le cadre de la série d'anthologie, Telephone Time (en).
Emmett Kelly fut un invité mystère dans l'émission What's My Line ? du 11 mars 1956 et répondait aux questions des panélistes par des grognements plutôt que de dire oui ou non. À la fin de l'émission, Arlene Francis a mentionna que Kelly n'était pas autorisé à parler lorsqu'il était maquillé.
En 1967, il fut à l'affiche de la comédie musicale The Clown and the Kids, qui fut tournée et produite en Bulgarie.
Au moment de sa mort, Kelly était devenu un des clowns les plus célèbres du monde.

## Galerie

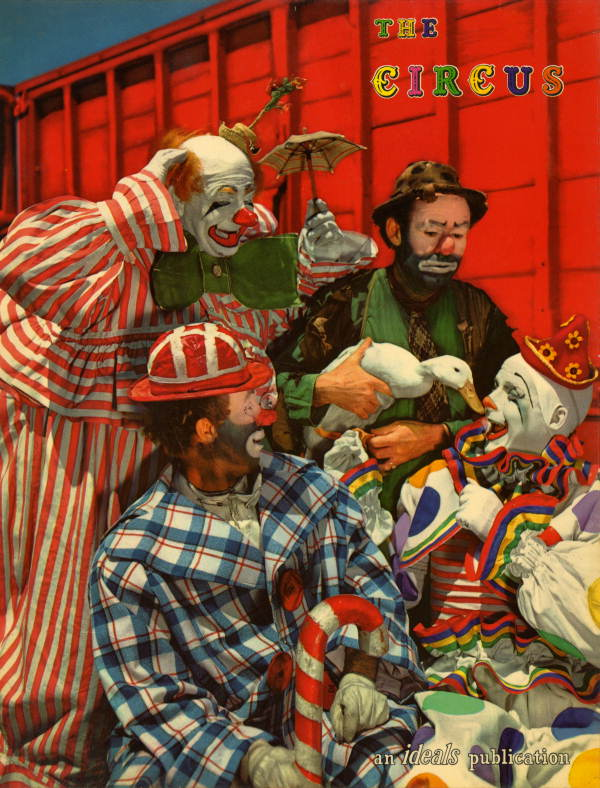
Affiche de 1947
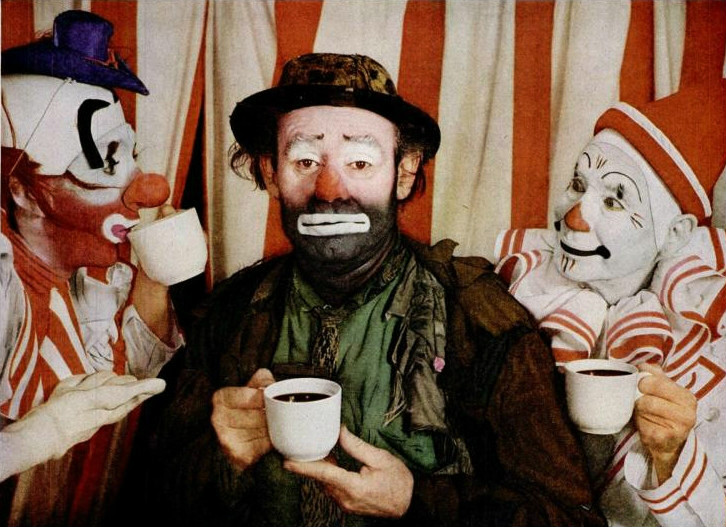
Photo d'Emmett Kelly avec le Ringling Bros. and Barnum & Bailey Circus. La photo a été prise pour une publicité pour le Bureau pan-américain du café
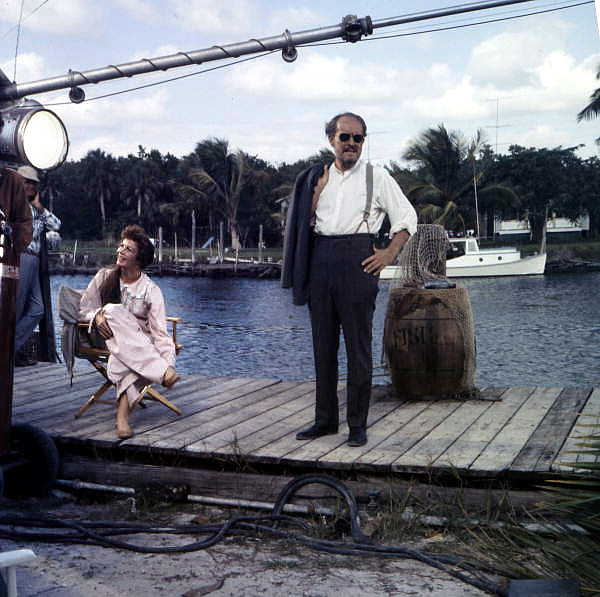
Avec Chana Eden sur le tournage de La Forêt interdite.
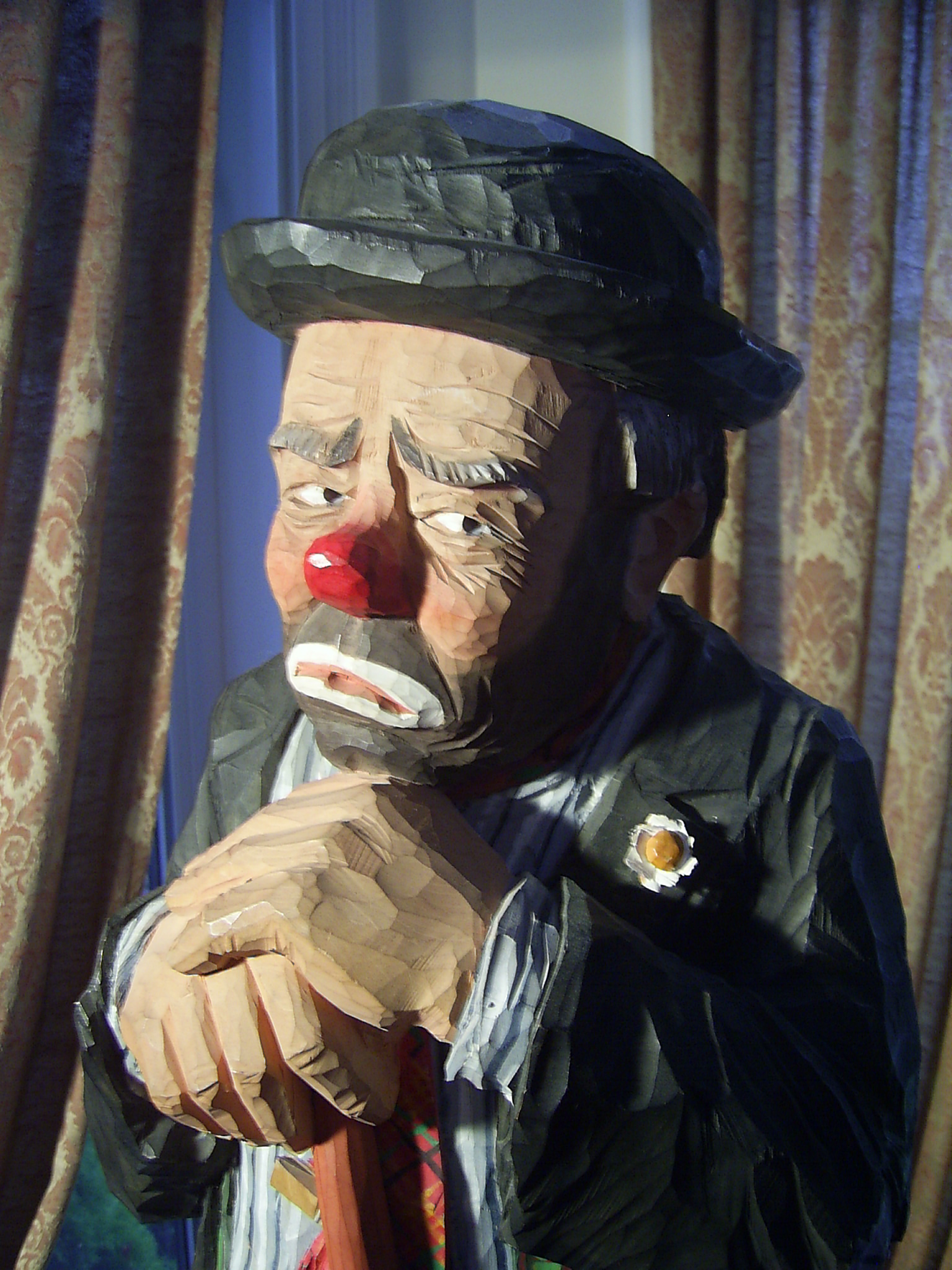
Sculpture sur bois d'Olaf Trygg, 1964

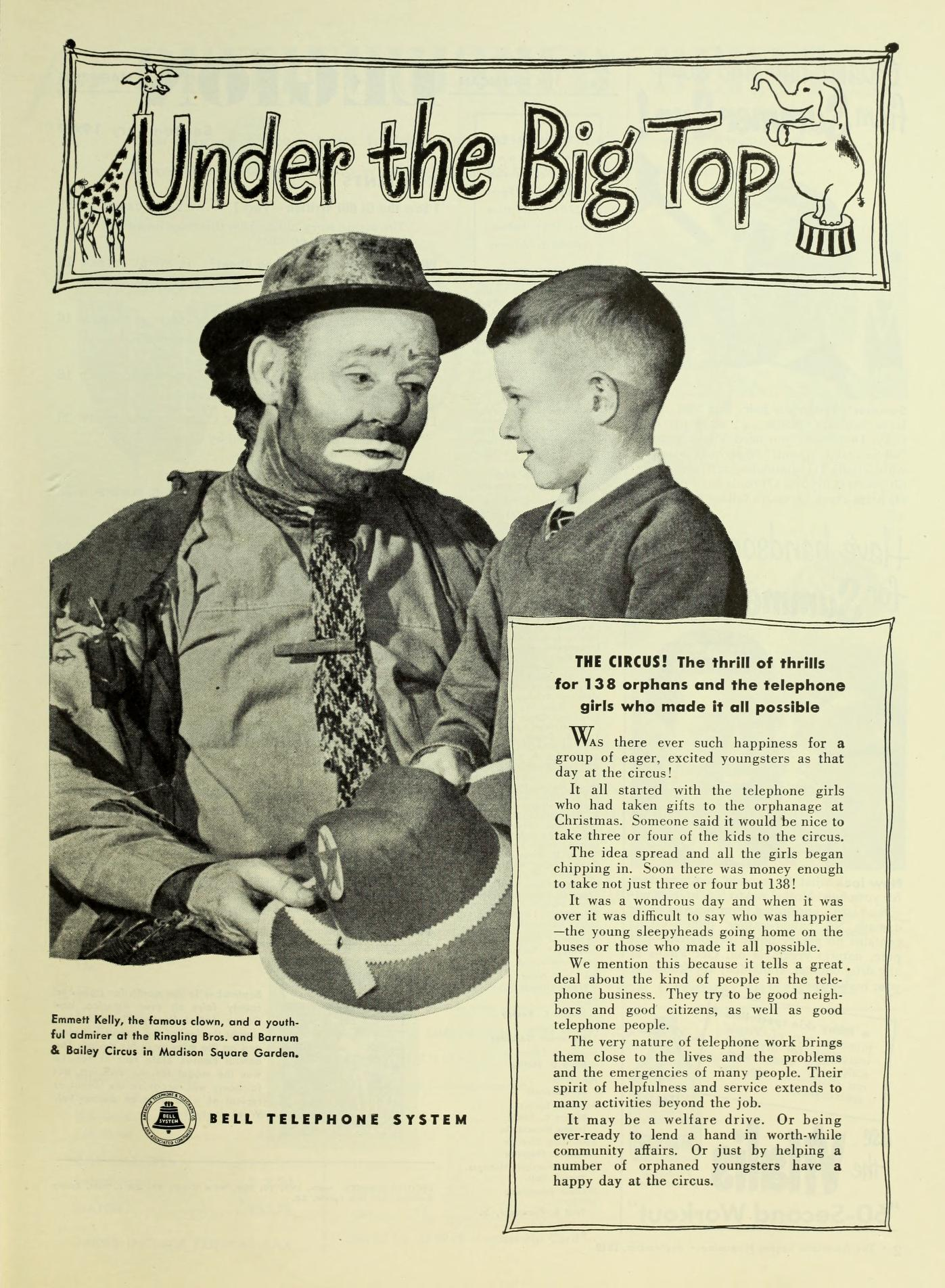
Publicité pour Bell, 1949
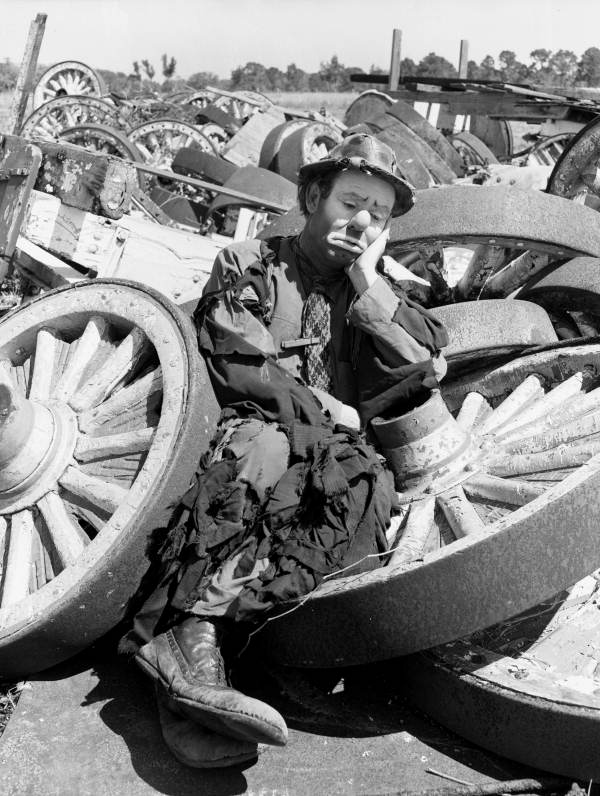
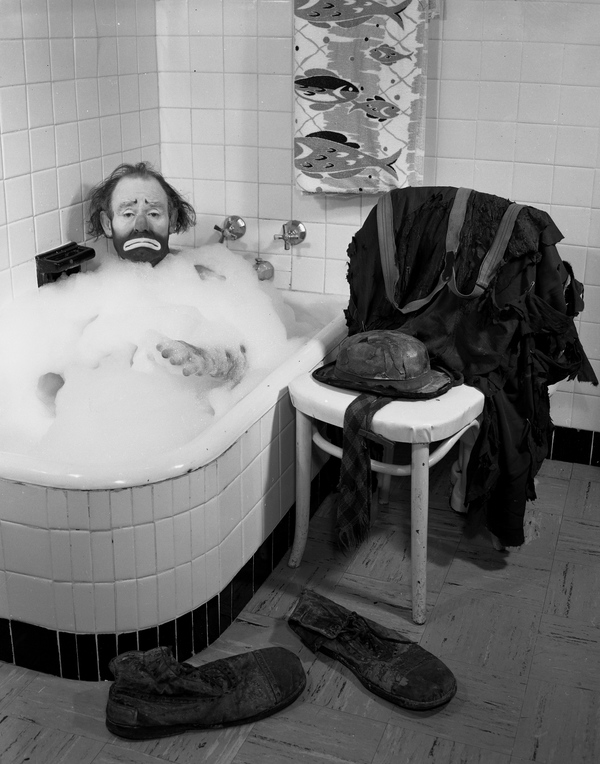
Photo de Joseph Janney Steinmetz (en)
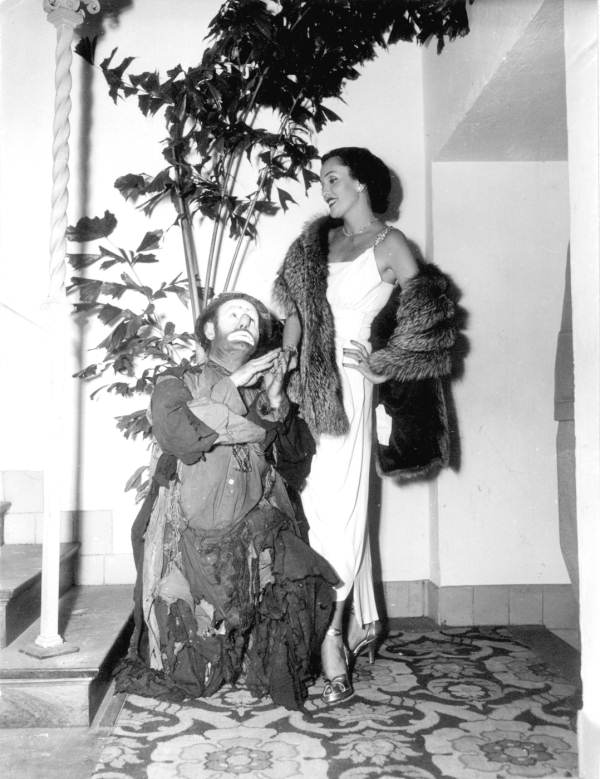
Avec Kay Herman